# Петров, Сергей Сергеевич
Сергей Сергеевич Петров (9 (21) сентября 1895, Пермь — 2 ноября 1965, Киев) — советский актёр театра и кино. Народный артист Украинской ССР (1948).

## Биография
Родился в 1895 году в Перми в семье железнодорожника. Русский.
На театральной сцене с 1911 года. В кино снимался с 1929 года.
В 1944—1960 годах — в Киевском русском драматическом театре имени Леси Украинки.
Народный артист Украинской ССР (1948). Награждён орденом «Знак Почёта» (1951), медалями.

## Фильмография
| Год  |   | Название                               | Роль                                  |
| ---- | - | -------------------------------------- | ------------------------------------- |
| 1928 | ф | Арсенал («Январское восстание»)        | немецкий солдат                       |
| 1930 | ф | Человек из местечка                    | Шульбрандт                            |
| 1934 | ф | Большая игра («Вера Филеаса Чендлера») | Имя персонажа не указано              |
| 1938 | ф | Кармелюк                               | литинский заседатель                  |
| 1939 | ф | Степан Разин                           | дьяк Ефим                             |
| 1945 | ф | В дальнем плавании                     | штурман                               |
| 1945 | ф | Зигмунд Колосовский                    | Гетцке, гестаповец                    |
| 1946 | ф | Центр нападения                        | Ерофей Тимофеевич, член коллегии      |
| 1947 | ф | Подвиг разведчика                      | Астахов                               |
| 1950 | ф | В мирные дни                           | иностранный атташе                    |
| 1953 | ф | Команда с нашей улицы                  | профессор                             |
| 1953 | ф | Корабли штурмуют бастионы              | Суворов                               |
| 1954 | ф | «Богатырь» идёт в Марто                | эпизод                                |
| 1955 | ф | Матрос Чижик                           | доктор                                |
| 1955 | ф | Педагогическая поэма                   | Иван Иванович Осипов, воспитатель     |
| 1956 | ф | Дети солнца                            | Яков Трошин                           |
| 1956 | ф | Иван Франко                            | прокурор                              |
| 1958 | ф | Простая вещь                           | Имя персонажа не указано              |
| 1959 | ф | Любой ценой                            | Пчёлкин                               |
| 1959 | ф | Млечный путь                           | Имя персонажа не указано              |
| 1960 | ф | Вдали от Родины                        | Гартнер                               |
| 1960 | ф | Повесть пламенных лет                  | Демид, отец Ивана Орлюка              |
| 1960 | ф | Роман и Франческа                      | учитель пения                         |
| 1960 | ф | Спасите наши души!                     | Питер Мейсфилд                        |
| 1960 | ф | Грозные ночи                           | Мауэр                                 |
| 1961 | ф | Украинская рапсодия                    | председатель жюри                     |
| 1962 | ф | В мёртвой петле                        | Эпизод                                |
| 1964 | ф | Звезда балета                          | председатель экзаменационной комиссии |